# Charles Prévost (abbé)
Pour les articles homonymes, voir Charles Prévost et Prévost.
Charles Prévost, né le 23 août 1870 à Montpellier et mort le 23 juin 1947 dans cette même ville, est un prêtre catholique français, connu pour avoir caché des enfants juifs durant la Seconde Guerre mondiale. Il aide en particulier Sabine Zlatin, et son œuvre la Maison d'Izieu. À Montpellier, il est connu pour l'aménagement de l'enclos Prévost comprenant un orphelinat, un établissement scolaire et où il y fait construire l'église Saint-François de la Pierre-Rouge.

## Biographie
Charles Prévost est né le 23 août 1870 à Montpellier, dans une famille d'industriels. Charles Prévost devient, après le décès de sa sœur, l'unique dépositaire de la fortune parentale.

### Avocat
Il devient avocat à Montpellier et mène une vie mondaine.

### Prêtre
Charles Prévost entre à l’âge de 28 ans au séminaire Saint-Sulpice, à Paris. Après son ordination, Anatole de Cabrières le nomme préfet des études au collège du Sacré-Cœur tenu par des jésuites puis vicaire à la paroisse Sainte-Anne de Montpellier de 1905 à 1907.

### Orphelinat et Collège Saint François-Pierre Rouge deMontpellier
En 1907, l'archevêque Anatole de Cabrières, qui devient cardinal en 1911, lui demande de s'occuper d'un orphelinat en quasi-faillite situé ancien chemin de Castelnau.
Charles Prévost redynamise la maison des apprentis qui apprenaient aux orphelins l'horticulture, la ferronnerie ou l'ébénisterie. Il devient propriétaire d'un domaine d'environ 13 hectares à proximité du centre-ville, où il fait construire entre 1900 et 1913 une chapelle néogothique - l'église Saint-François de la Pierre-Rouge -, ainsi qu'un « collège ». Un des élèves est le futur acteur Michel Galabru qui décrit l'endroit comme l'un des plus beaux de France. Il y avait un bassin avec un jet d'eau lumineux et des cygnes, mais aussi des paons, des biches. C'était presque un zoo.
Parmi les élèves notables se trouvent : Roland Faure, PDG de Radio France, le poète Frédéric Jacques Temple et le peintre Vincent Bioulès.
Sur la façade du collège, on peut lire la devise « Ora, canta, stude » (« Prie, chante et étudie »). Dans une écurie désaffectée, Charles Prévost avait créé la « salle Bleue », un grand théâtre aux rideaux et aux chaises azur. « J'y ai vu Le Cid par la Comédie-Française et les clowns du cirque Medrano », se souvient Michel Galabru, qui y a lui-même joué L'Anglais tel qu'on le parle, de Tristan Bernard. Jean Bioulès donne des concerts, dont la première du Roi David, d'Arthur Honegger.

### Première Guerre mondiale
Pendant la Première Guerre mondiale, le Collège est en partie transformé en hôpital militaire dont Charles Prévost est aumônier.

### Seconde Guerre mondiale
Sabine Zlatin, la « Dame d'Izieu », résistante juive d'origine polonaise se consacre au sauvetage d'enfants juifs en les plaçant auprès d'hébergeurs clandestins. À sa demande, Charles Prévost cache certains d'entre eux, malgré la présence à seulement 500 mètres de la Gestapo. Il conseille à Sabine Zlatin de se réfugier avec les enfants dans sa villa de Palavas-les-Flots. Restée un temps sur le littoral, dans un lieu tenu à l'abri de tout soupçon pendant la saison hivernale, Sabine Zlatin repart pour Izieu (Ain), où elle crée avec son mari, Miron Zlatin, une « colonie d'enfants réfugiés » (la Maison d'Izieu) afin de les protéger. Mais, sentant la menace croître, elle reprend le chemin de Montpellier pour demander à Charles Prévost de récupérer les enfants. Le temps de cet aller-retour, les Enfants d'Izieu seront raflés le 6 avril 1944 et déportés. Dans sa déposition au procès de Klaus Barbie, Sabine Zlatin évoque le père Prévost, qu'elle décrit plus tard dans une lettre adressée à son successeur, le prêtre Robert Pin, comme « l'image de la bonté et du courage ».

## Honneurs
- À Montpellier, dans l'« enclos Saint-François », l'ancienne propriété de Charles Prévost, une avenue et un stade de football portent son nom[3]. Dans les années 2010, une controverse survient lorsqu'un projet immobilier vise à remplacer le stade, malgré le testament de l'abbé léguant ses terres à une société à but non lucratif au service de l'éducation intellectuelle et sportive de la jeunesse[5]. En 2020, outre la limitation en surface des immeubles à bâtir, la Société de l'Enclos Saint-François de Pierre-Rouge, gérant l'héritage foncier de l'abbé, accepte de louer le stade à la Ville de Montpellier jusqu'en 2038[6].
- L'église Saint-François de la Pierre-Rouge, dont il est le maître d'œuvre et construite de 1900 à 1913, est renommée Église Saint-François Abbé Prévost, même si son nom originel perdure[7],[8].

## Association Charles Prévost
Le 14 juillet 1967, l'Association Charles Prévost est fondée pour aider les jeunes en détresse et leurs familles. Elle est absorbée par l'association Notre Dame de Lenne, le 1er janvier 2019.